# Michaił Roszczin

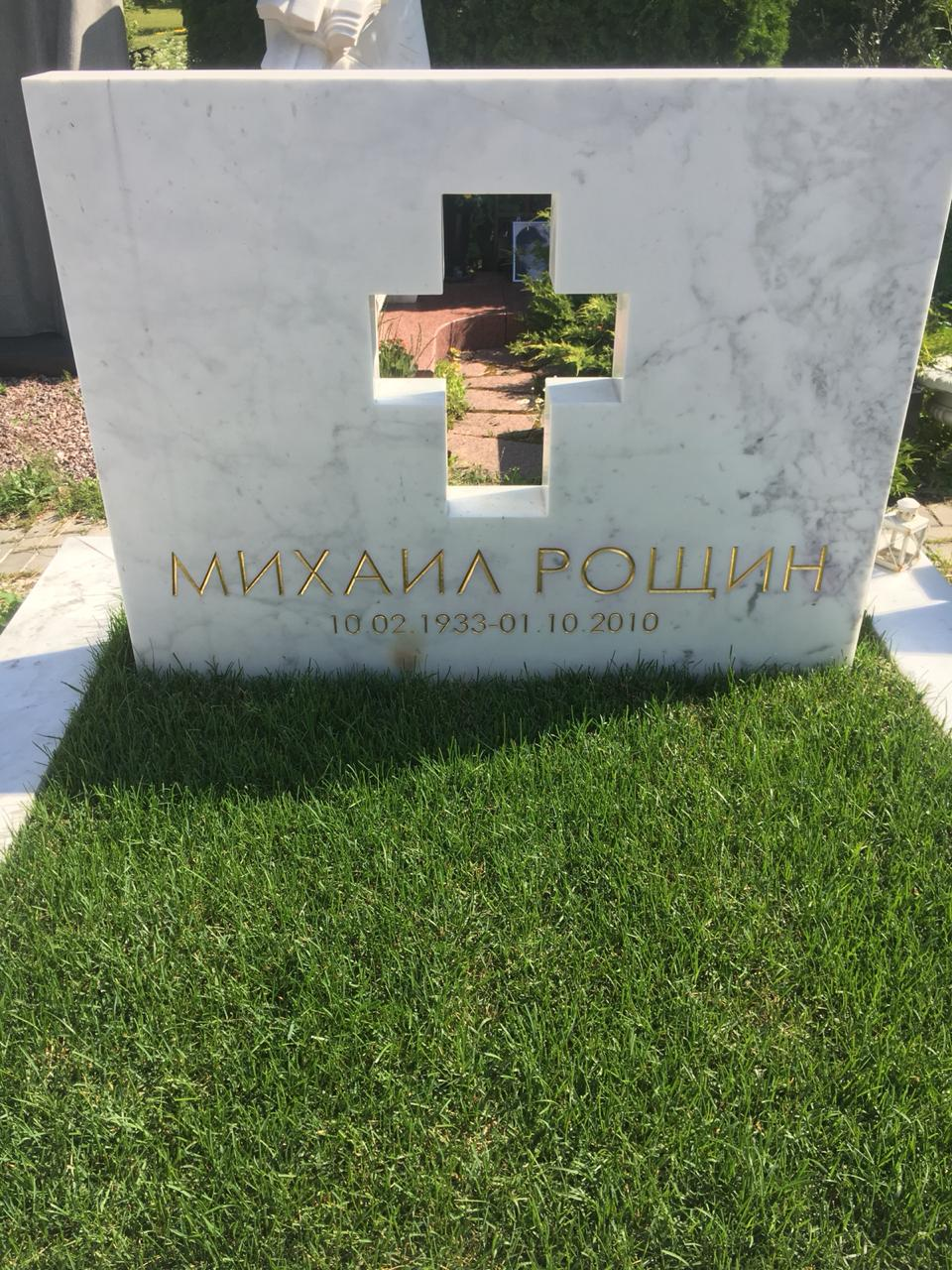
Mogiła pisarza na cmentarzu Troekurowskim w Moskwie

Michaił Michajłowicz Roszczin, właśc. Gibelman (ros. Михаи́л Миха́йлович Ро́щин (Гибельман), ur. 10 lutego 1933 w Kazaniu, zm. 1 października 2010 w Moskwie) – rosyjski prozaik i dramaturg.

## Życiorys
Dzieciństwo spędził w Sewastopolu, gdzie pracował jego ojciec, 1943 przeniósł się z rodziną do Moskwy. Po ukończeniu szkoły pracował jako frezer w fabryce, jednocześnie studiował wieczorowo w Instytucie Pedagogicznym im. Lenina. Dużo czytał, m.in. dzieła Czechowa, Gorkiego, Tołstoja, Wellsa i Flauberta. W 1952 w gazecie „Moskowskij Komsomolec” opublikował swoje pierwsze opowiadanie „Tiepłaja Stal”, podjął studia w Instytucie Literackim im. Gorkiego. Był autorem zbiorów opowiadań i sztuk społeczno-obyczajowych, m.in. „Staryj Nowyj god” (1973), „Walentin i Walentina” (1971), „Spieszytie diełat' dobro” (1979).